# Болгарский миротворческий контингент в Камбодже
Болгарский миротворческий контингент в Камбодже — подразделение вооружённых сил Болгарии, участвовавшее в миссии ООН в Камбодже (UNTAC) в составе миротворческих сил ООН в период с 4 мая 1992 года до 27 ноября 1993 года.

## История
В феврале 1992 года было сделано первое неофициальное предложение об участии Болгарии в миссии ООН UNTAC в Камбодже. В марте поступило второе предложение. Правительство страны отреагировало на это положительно и поставило этот вопрос на голосование в парламенте. В апреле решение было узаконено голосами почти всех депутатов.
Для участия в операции в состав сил UNTAC были направлены отдельный пехотный батальон (850 военнослужащих сухопутных войск), 10 штабных офицеров, 34 военных наблюдателей (для наблюдения за выполнением режима прекращения огня, объявленного с 9 мая 1992 года) и 11 военных полицейских. Основной задачей военнослужащих болгарского контингента являлась охрана объектов.
4 мая 1992 года первые военнослужащие болгарского контингента прибыли в Камбоджу.
24 марта 1993 года один солдат болгарского контингента UNTAC был ранен выстрелом из огнестрельного оружия.
Вечером 2 апреля 1993 года «красные кхмеры» атаковали лагерь болгарского взвода UNTAC в деревне Prek округа Тпонг в провинции Кампонгспы, нападение было отбито огнём из стрелкового оружия, но в бою погибли 3 и были ранены ещё 3 болгарских военнослужащих 3-го взвода 4-й роты болгарского батальона UNTAC (раненых эвакуировали на вертолёте в госпиталь города Пномпень).
13 апреля 1993 года в провинции Кампонгспы крупный отряд «красных кхмеров» атаковал деревню, в которой находились три болгарских солдата UNTAC. Болгарские миротворцы вызвали по радио подкрепление, и командование болгарского миротворческого батальона UNTAC направило к деревне два бронетранспортёра. Нападение на деревню было отбито, но атакующие обстреляли болгарский бронетранспортёр из автоматического оружия, а затем выстрелили в него из реактивного противотанкового гранатомёта B-40, в результате БТР был подбит, один болгарский солдат погиб и ещё пять были ранены.
В ноябре 1993 года болгарские военнослужащие покинули страну.
В общей сложности, в операции приняли участие 1020 военнослужащих, из которых 27 человек составлял военно-медицинский персонал (врачи, санинструкторы и медсестры).
Потери болгарского контингента UNTAC составили 11 человек погибшими и не менее 9 военнослужащих ранеными и травмированными. Кроме того, 7 военнослужащих за время прохождения службы в Камбодже заразились СПИДом.

## Последующие события
В память погибших болгарских военнослужащих на территории Болгарского посольства в 1993 году была построена Часовня святого Георгия Победоносца.
В 2002 году бывший командир болгарского контингента UNTAC подполковник Янко Янков опубликовал свои воспоминания.
В 2001—2004 годы болгарскими ветеранами UNTAC была создана и в 2004 году — официально зарегистрирована общественная организация «4-ти май», которая объединяет бывших участников миротворческих операций Болгарии.